# Frauen & Technik
Frauen & Technik ist das zweite Album der Rapperin Pyranja. Es erschien am 25. Oktober 2004 und war der erste Tonträger, der auf ihrer eigenen Plattenfirma Pyranja Records veröffentlicht wurde. Einzige Single-Auskopplung war das balladeske Stück Zeilen für dich.

## Entstehung
Nachdem Pyranja 2003 ihr Debütalbum Wurzeln & Flügel veröffentlicht hatte, wollte sie ursprünglich ein Mixtape herausbringen, da sie sich eigenen Angaben zufolge für einen regulären Nachfolger zu sehr unter Druck hätte setzen müssen. Die Aufnahmen wurden innerhalb von vier Monaten getätigt. Da sie jedoch in der Zwischenzeit genug Material zusammengetragen hatte, wurde sie von ihrem Umfeld ermutigt, es als Album herauszubringen, da es ohnehin als solches betrachtet würde, wovon sie sich letztendlich überzeugen ließ. Mit der Unterstützung von groove attack gründete sie daraufhin mit Pyranja Records ihre eigene Plattenfirma, um negativen Erfahrungen, die sie mit ihren vorherigen Veröffentlichungen gemacht hatte, entgegenzuwirken. Die Promotion für das Album nahm sie anschließend alleine in die Hand.

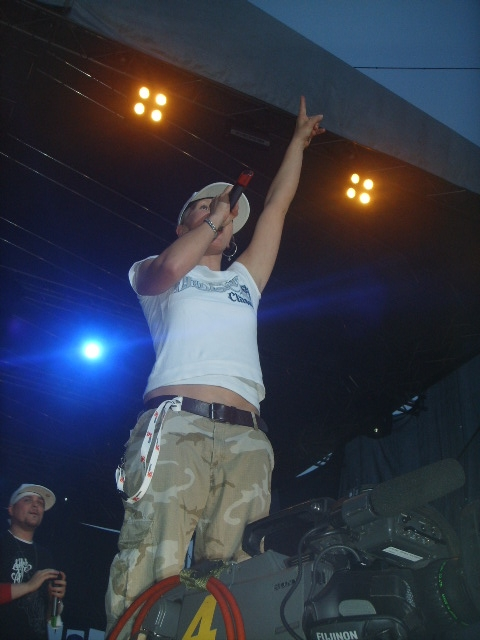
Pyranja

Auf den Albumtitel kam sie, nachdem ihr Kollege Sera Finale sie dazu überreden wollte, ein Lied mit diesem Titel zu verfassen. Nachdem die Aufnahmen fertig waren, stellte sie jedoch fest, dass ein solches Stück fehlte, woraufhin sie sich entschloss, das Album Frauen & Technik zu nennen.

„Ich höre den Spruch ja auch ständig und muss sagen, dass ich ihn wirklich arm finde. Ich setze den Spruch ironisch ein, weil Rappen sehr viel mit Technik zu tun hat, nicht nur, was die Technik im Studio betrifft, sondern eben auch, was Styles, Flow und Texte angeht. Ich spiele mit dem Begriff „Frauen & Technik“, jeder kennt ihn, und jeder muss auch lachen, wenn er hört, wie mein Album heißt. Außerdem bleibt es auf jeden Fall in den Köpfen hängen.“

Die Single-Auskopplung Zeilen für dich erschien bereits am 11. Oktober 2004, also zwei Wochen vor dem Album. Features auf dem Album sind unter anderem Joe Rilla, Sera Finale, Fumanschu, Damian und BukuOne.

## Cover und Booklet
Auf dem Cover sieht man den Oberkörper von Pyranja im Vordergrund; sie trägt eine weiße rumgedrehte Baseballkappe und hat die Arme verschränkt. Ihr Gesichtsausdruck wirkt sehr sarkastisch. Im Hintergrund sind oben und unten zwei blaue, horizontale Balken zu sehen, auf denen der Name der Künstlerin bzw. der Albumtitel in Großbuchstaben stehen; dazwischen ist in einer Schwarz-Weiß-Zeichnung der Innenraum einer Maschine dargestellt. Das Cover kann demnach als Anspielung auf den Albumtitel verstanden werden. Das Booklet ist eher schlicht gehalten. Es enthält Erläuterungen zu den Liedern sowie eine Danksagung der Künstlerin an bestimmte Personen.

## Texte
| Titelliste |
| --- |
| 1. Start 2. Händs up (Mammut Rmx) 3. Wir müssen 4. Zeilen für dich 5. Deutschland '04 6. Heul nich’ 7. Räpstar Skit 8. Blondes Gift 9. Ab 18 10. Komm mit mir 11. Nordcore 12. So oda so 13. Abspann 14. Erweiterte Suche (Alphabeatz Rmx) |

Während die Künstlerin bei Wurzeln & Flügel laut eigener Aussage noch viel auf die Außenwahrnehmung Rücksicht genommen hatte und negative Kritiken möglichst vermeiden wollte, ging sie bei Frauen & Technik deutlich entspannter vor. So legte sie Wert darauf, bei diesem Album – anders als beim Vorgänger – nicht mehr in eine ganz bestimmte Schublade gesteckt werden zu können. Demnach enthält es neben ruhigen und tiefsinnigen Songs auch etwas Battle-Anleihen. Ein ironischer Seitenhieb auf die dominierende Männerwelt mit den typischen Szeneklischees in der Rapszene ist dabei gewollt: In den Stücken Blondes Gift und Ab 18 verwendet sie das Pseudonym Christiane Latte, das zugleich ihr Alter Ego repräsentiert.

### Sozialkritik
Deutschland 04 setzt sich mit der politischen Situation in Deutschland im Jahr 2004 in Form der Montagsdemonstrationen gegen Hartz IV auseinander: „Im Prinzip wolln die Parteien, dass wir aufhörn nachzudenken. […] vor den Wahlen sagen alle, dass es ab jetzt besser wird, doch wer soll euch noch glauben?“

„Immer wenn wir den Fernseher anmachten, mussten wir, auch von Politikern hochrangigen ARD-Reportern, abfällige Bemerkungen über den Osten und die Montagsdemos gegen Hartz IV über uns ergehen lassen. Das hat uns maßlos geärgert […] Die Leute gehen auf die Straße, weil sie arbeitslos sind – und das betrifft doch nicht nur die Menschen in Ostdeutschland. Da muss mal etwas zu gesagt werden. Auch von anderen, die Rap als Sprachrohr sehen. Man kann doch nicht immer nur über Ärsche, Titten und Möpse rappen.“

### Liebe und Sehnsucht
Zeilen für dich, die einzige Single-Auskopplung, stellt eine Art Liebesbrief dar. In So oda so werden verborgene Gefühle thematisiert, Abspann handelt von einer Liebe, die nicht erwidert wird und stellt eine Art Outro dar; die musikalische Untermalung geht in Richtung „Weltuntergangsstimmung“. Im Stück Nordcore singt Pyranja im Refrain. Inhaltlich geht es dort um die Liebe zur Ostsee, an der die Rapperin aufwuchs. Außerdem wird am Ende der zweiten Strophe fast wörtlich der Refrain aus dem Lied Westerland der Punkband Die Ärzte zitiert:
| Nordcore Ich hab solche Sehnsucht, man, ich verlier den Verstand, ich will wieder an die Ostsee, ich will zurück an meinen Strand. | Westerland Ohhh ich hab’ solche Sehnsucht, ich verliere den Verstand! Ich will wieder an die Nordsee, ich will zurück nach Westerland! |

Der Bonustrack Erweiterte Suche war bereits auf ihrem Debüt-Album Wurzeln und Flügel erschienen; auf diesem Album ist es in einer neuen Version, dem sog. Alphabeatz Rmx enthalten. Der Text behandelt dasselbe Thema wie Zeilen für dich, wenngleich er weniger im Stil eines Liebesbrief verfasst wurde.